# 中山广场 (沈阳)

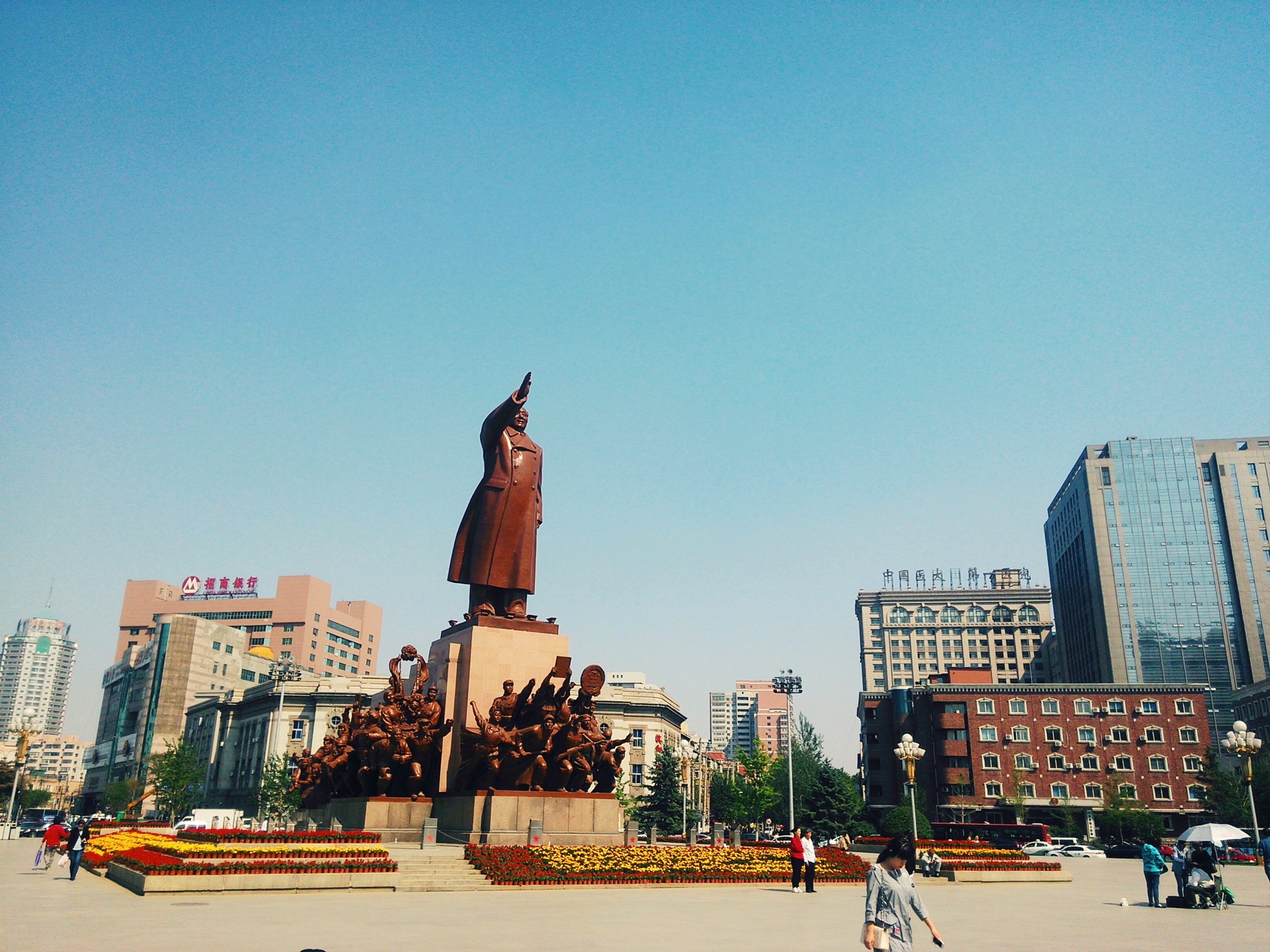
沈阳中山广场毛泽东塑像于1969年竣工，是中国最大的玻璃钢雕塑

中山广场是中国辽宁省沈阳市的城市中心广场，圆形，位于和平区，以此为中心向外辐射出多条道路：中山路、南京街、北四马路等。

## 历史

### 满铁附属地、满洲国

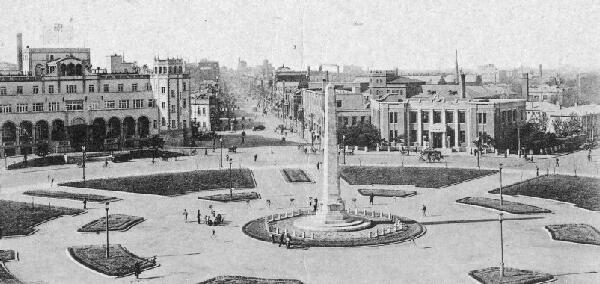
1941年的浪速广场

中山广场及其周边建筑均由日本人兴建于20世纪初。日俄战争之后，日本夺取原属沙俄的中东铁路支线，改称南满铁道，并占据面积广阔的铁路用地，称为“满铁附属地”。在这片附属地的中心部位，1913年开辟了中央广场，1919年改名浪速广场 。东西干道昭德大街（1919年改为浪速通，今中山路）和南北干道中央大街（今南京街）在此交汇。
在20世纪20年代和30年代，由日本建筑师设计，浪速广场周边陆续建成一批西洋建筑：
- 大和旅馆，小野木横井共同建筑事务所设计[3]，1929年建成，今辽宁宾馆
- 横滨正金银行奉天支店，宗像建筑事务所设计[4]，1925年建成，今中国工商银行
- 奉天警察署，关东厅土木课设计[5]，1929年建成，今沈阳市公安局
- 三井洋行大楼，松田军平（日语：松田軍平）设计[6]，1937年建成，今辽宁省电子局
- 东洋拓殖株式会社奉天支店，1922年建成[7]，今沈阳市总工会

广场中央是白色的“明治三十七年日露战役纪念碑”。

### 抗日战争后

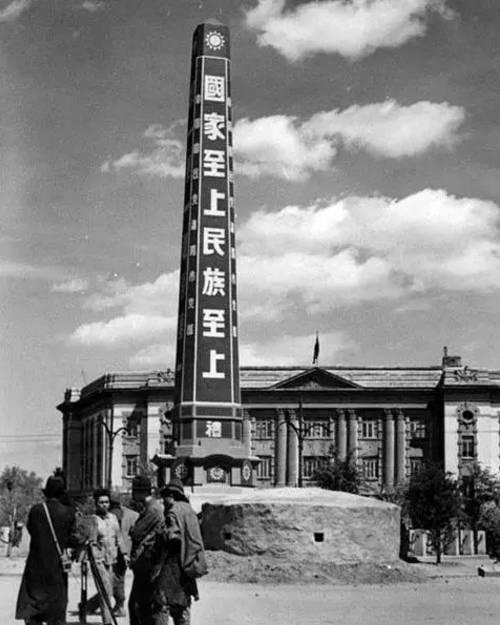
日本投降后的日露战役纪念碑，碑体上写有“国家至上 民族至上”文字

1945年8月，日本战败投降，中国国民政府将浪速广场更名为中山广场，并拆除广场中央的日露战役纪念碑。
1948年11月，解放军占领沈阳，此后中山广场成为沈阳市举行大型群众性政治集会的中心。
文化大革命期间，中山广场更名为红旗广场。在红旗广场中央，由沈阳军区司令员陈锡联指挥，鲁迅美术学院设计，花费巨资修建玻璃钢的巨型毛泽东塑像及周围群雕。到1969年，这组雕塑完成。
1981年，红旗广场恢复中山广场名称，2007年，中山广场及周围建筑群被列为辽宁省文物保护单位。2013年，沈阳中山广场建筑群被列为第七批全国重点文物保护单位。